# Élections municipales de 1991 à Barcelone
Les élections municipales espagnoles ont eu lieu le 26 mai 1991 à Barcelone.